# 격황소서
〈격황소서〉(檄黃巢書)는 신라의 최치원이 당나라에서 지은 편지 형식의 격문이다. 당나라 말기에 반란을 일으킨 황소에게 항복을 종용하는 내용의 글로 논리정연하며, 세련된 표현으로 중국에서 최치원이 유명해지는 계기가 되었다. 최치원의 문집 《계원필경》에 수록되어 있다. 〈토황소격문〉(討黃巢檄文)이라고도 한다.

## 같이 보기
- 황소의 난
- 최치원

## 참고 문헌
- 정경섭, 조규빈, 고전 문학의 이해와 감상 2 -산문(II)-, 문원각, 2003년.